# Boerenpartij
Boerenpartij (Partit dels Grangers) fou un partit polític neerlandès fundat el 1958 per grangers de Gelderland per a presentar-se a les eleccions municipals. El cap era Hendrik Koekoek, cap de l'Associació per la Llibertat de l'Empresa Agrícola, que es resistia a la intervenció estatal i a la institucionalització de l'agricultura. Era un partit fortament dretà, que defensava els valors cristians i el liberalisme econòmic, i fortament populista. Tot i que rebutjava el racisme, hi acollí antics membres del MSB de Mussert.
A les eleccions legislatives neerlandeses de 1959 no va obtenir representació, però a les de 1963 obtingué tres escons, gràcies a la sev a popularitat quan la policia va desallotjar grangers de les seves propietats per no pagar les taxes. El 1966 va obtenir també 2 escons a l'Eerste Kamer.
Però al parlament va tenir problemes per lluites internes; un dels seus senadors havia estat prominent membre del MSB de Mussert i de les SS, i com Koekoek el va protegir, un grup abandonà el partit i creà el Noodraad (Consell d'Emergència). Ambdós competiren a les eleccions de 1967, però mentre BP va treure 7 escons, NR no en va treure cap. Tanmateix, el tarannà autoritari de Koekoek provocà la deserció dels set diputats, que crearen el grup Binding Rechts (Aliança de la Dreta). Aquesta divisió provocà que a les eleccions de 1971 només Koekoek tragués un escó, augmentats a tres a les de 1972, però el va perdre novament a les de 1977. Per a les eleccions de 1981 va canviar el nom de partit a Rechtse Volkspartij (RVP), però no va treure escó i es va dissoldre.

## Resultats electorals
| Any  | Vots    | %    | Escons  | +/- | Govern   |
| ---- | ------- | ---- | ------- | --- | -------- |
| 1959 | 37,774  | 0.63 | 0 / 150 | Nou | Oposició |
| 1963 | 133,210 | 2.13 | 3 / 150 | 3   | Oposició |
| 1967 | 328,186 | 4.77 | 7 / 150 | 4   | Oposició |
| 1971 | 69,678  | 1.10 | 1 / 150 | 6   | Oposició |
| 1972 | 143,239 | 1.94 | 3 / 150 | 2   | Oposició |
| 1977 | 69,914  | 0.84 | 1 / 150 | 2   | Oposició |